# Chris Maene

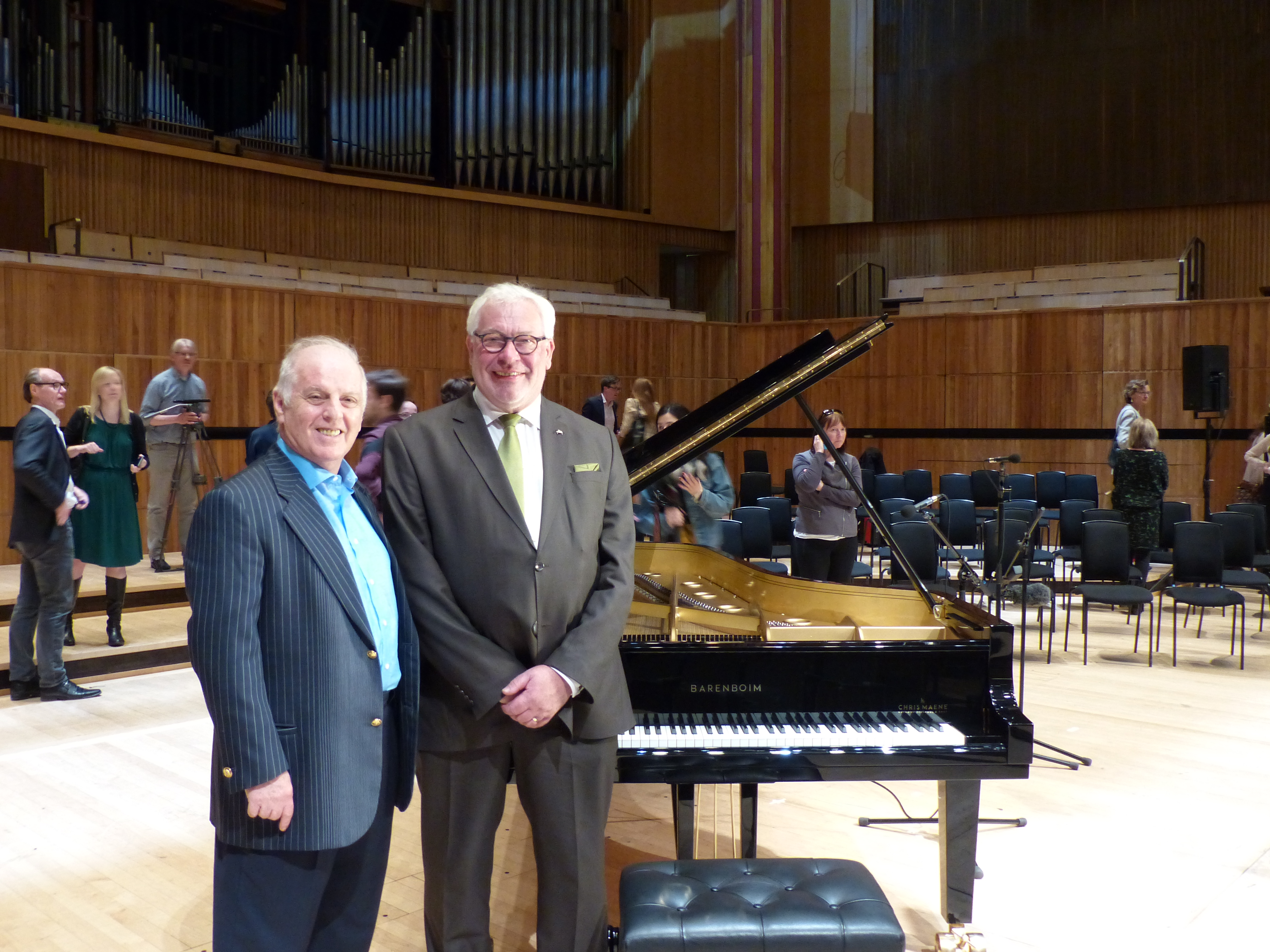
Chris Maene en Daniel Barenboim bij de presentatie van de rechtsnarige Barenboim-vleugel

Chris Maene (1953) is een Belgisch pianobouwer en zaakvoerder. Hij leerde het ambacht van instrumentenbouwer in het piano-atelier van zijn ouders in Ruiselede, opgericht in 1938, beter bekend als Piano's Maene. Sindsdien heeft hij vele historische instrumenten gebouwd, gerestaureerd en verzameld.
In 1973 ging Chris Maene aan de slag in het bedrijf van zijn ouders. In 1984 werd hij directeur van het bedrijf. Hij bouwde Piano's Maene in de loop der jaren uit tot een onderneming met negen filialen in België en Nederland. Zijn zonen Dominique Maene en Frederic Maene zijn sinds 2004 ook actief in het bedrijf.
Chris Maene maakte replica's van historische piano's zoals de Steinway & Sons N°1 “Kitchen” fortepiano uit 1836 (2006), de Ignaz Pleyel concert grand uit 1843 (2010), een de John Broadwood die in 1817 voor Ludwig van Beethoven was gebouwd (2013).
Sinds 2015 bouwt hij de Chris Maene Straight Strung Concert Grand, een moderne rechtsnarige concertvleugel, die eerder voor Daniel Barenboim werd gemaakt onder de naam Barenboim Concert Grand.
In juli 2022 presenteert hij op het Verbier Festival, de Maene-Viñoly Concert Grand, een instrument met een gebogen, ergonomisch klavier, gebouwd in samenwerking met de architect Rafael Viñoly.
In oktober 2023 lanceert hij met zijn atelier de  Chris Maene Pedal Piano tijdens het Festival Concerts d'Automne in Tours. Dit instrument heeft een voetklavier net zoals een orgel en laat toe om de bassen te verdubbelen en separaat van het hoofdklavier met de voeten te bespelen.